# Станзани, Людвик
Лю́двик Станза́ни (1793, Рим — август 1872, Киев, Киевская губерния, Российская империя) — архитектор, с 1833 года по 1848 г. Киевский городской архитектор.

## Биография
Окончил Римскую академию искусств Св. Иосифа. 
Работал архитектором в российских городах : Одессе, Каменец-Подольском, позже стал губернским архитектором Каменец-Подольского. С 1833 года по 1848 г. Киевский городской архитектор.

## Увековечивание памяти
В Киевской Второй гимназии учреждена именная стипендия Л. Станзани.

## Реализованные проекты
- Александровский костел, Киев;
- Особняк Федора Коробки, Киев;
- Дом Балабух, Киев;
- Здание А. Сулимы, Киев;
- Особняк на ул. Крутой спуск, 4. Киев.